# Gare de Malansac
La gare de Malansac est une gare ferroviaire française de la ligne de Savenay à Landerneau, située place de la Gare, à proximité du centre bourg de la commune de Malansac, dans le département du Morbihan en région Bretagne.
Elle est mise en service en 1862 par la compagnie du chemin de fer de Paris à Orléans (PO). 
C'est une halte voyageurs de la Société nationale des chemins de fer français (SNCF), desservie par des trains TER Bretagne.

## Situation ferroviaire
Établie à 84 mètres d'altitude, la gare de Malansac est située au point kilométrique (PK) 528 de la ligne de Savenay à Landerneau, entre les gares ouvertes de Redon et de Questembert. En direction de Redon, s'intercale l'ancienne  gare de Saint-Jacut.

## Histoire
La gare de Malansac est mise en service par la compagnie du chemin de fer de Paris à Orléans (PO) lors de l'inauguration de la section, à voie unique, jusqu'à Lorient de la ligne de Savenay à Châteaulin le 21 septembre 1862. Cette ouverture simultanée avec celle de la ligne de Rennes à Redon, également à voie unique, permet la desserte de Malansac par des trains en provenance de Nantes via Savenay et de Paris via Rennes. 
Le bâtiment voyageurs est dessiné par l'architecte Phidias Vestier, pour la compagnie du PO. Il est conforme au style développé pour seize des gares de la ligne, c'est-à-dire une alternance de lignes rouges et blanches réalisées en alternant briques et pierres blanches. La gare, qui possède également une halle à marchandises, accueille du fret sur ses voies de débords, notamment du minerai de fer. 
En septembre 1863, la ligne est prolongée jusqu'à Quimper.
En 1872, le tonnage de minerai de fer chargé en gare est passé de 2 000 à 5 000 tonnes par an.
La deuxième voie est ouverte par tronçons, en 1888 entre Redon et Vannes, en 1900 entre Vannes et Lorient puis entre Lorient et Quimper. 
En 1912, la Compagnie du PO fournit au Conseil général un tableau des « recettes au départ » de ses gares du département, la gare de Malansac totalise 80 518 francs, ce qui la situe à la 10e place sur les 30 gares ou stations.
En 1934, les express partent de la gare Montparnasse au lieu de la gare d'Orsay et c'est en 1991 et 1992 que la ligne est électrifiée de Rennes à Quimper.

## Service des voyageurs

### Accueil
Halte SNCF, c'est un point d'arrêt non géré (PANG) à accès libre, équipé d'abris de quais. 
Les voyageurs passent par le passage à niveau pour traverser la voie.  

### Desserte
Malansac est desservie par des trains TER Bretagne qui effectuent des missions entre les gares de Redon et de Vannes.

### Intermodalité
Des places de parking de ville sont disponibles dans son environnement proche.

La halte en 2010
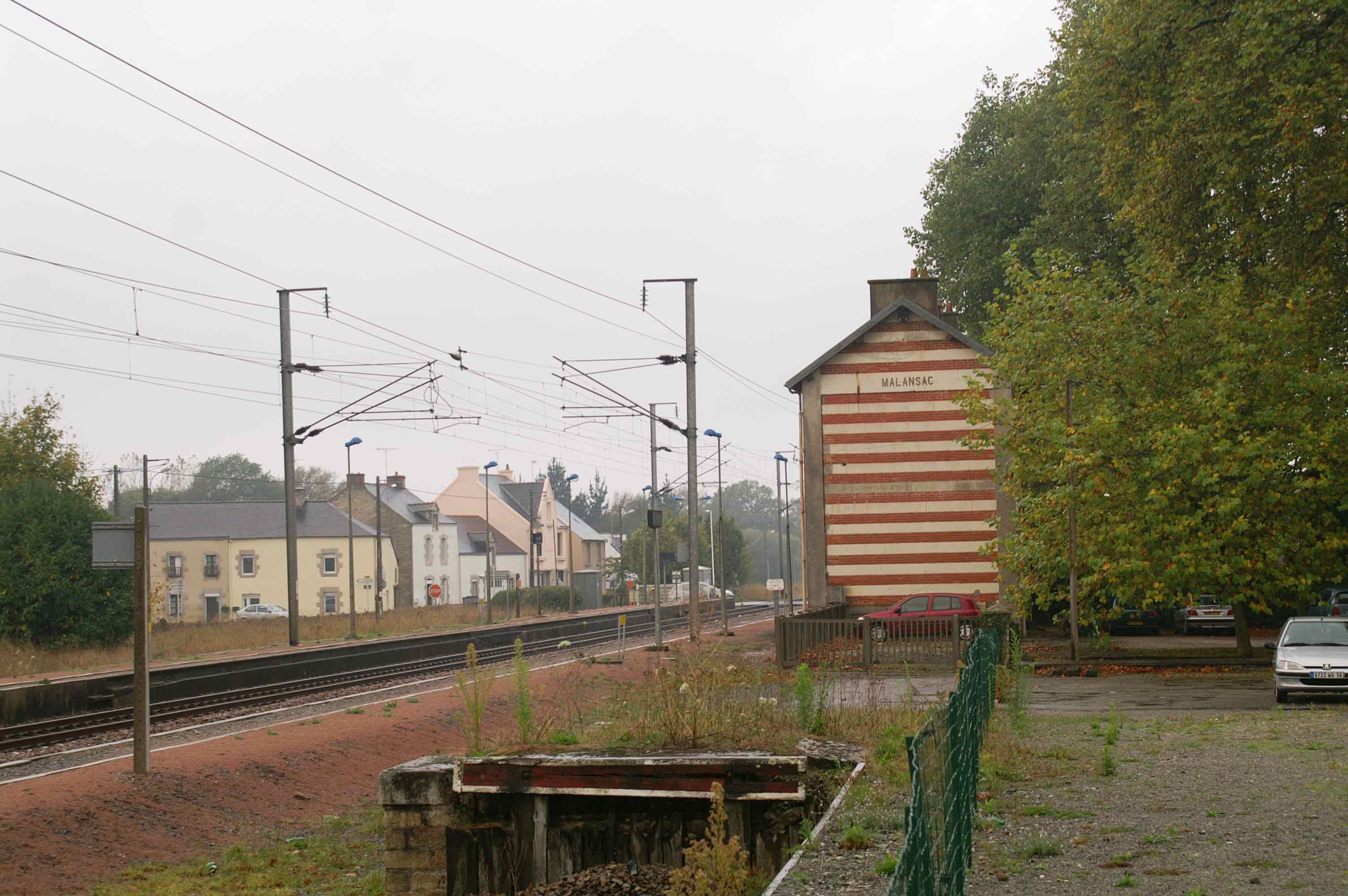
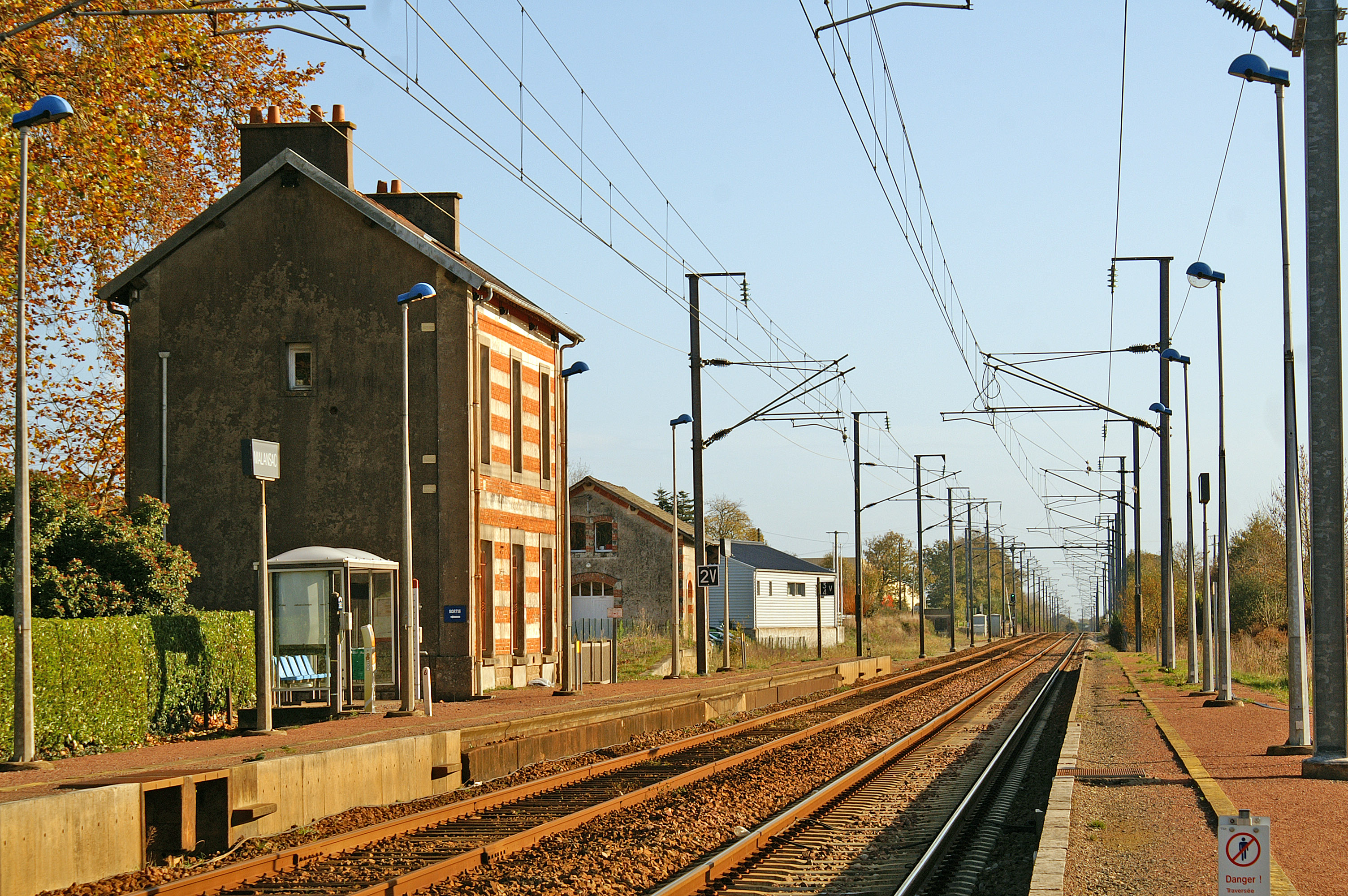

## Patrimoine ferroviaire
L'ancien bâtiment voyageur de la compagnie du PO est toujours présent, désaffecté, il héberge des activités associatives de la commune. L'ancienne halle à marchandises, et ses quais, sont également toujours visibles, mais les voies de service qui la desservaient sont maintenant déferrées pour laisser place à une zone goudronnée. Une partie de la halle est utilisée comme dépôt de bouchons de récupération.

Anciens bâtiments
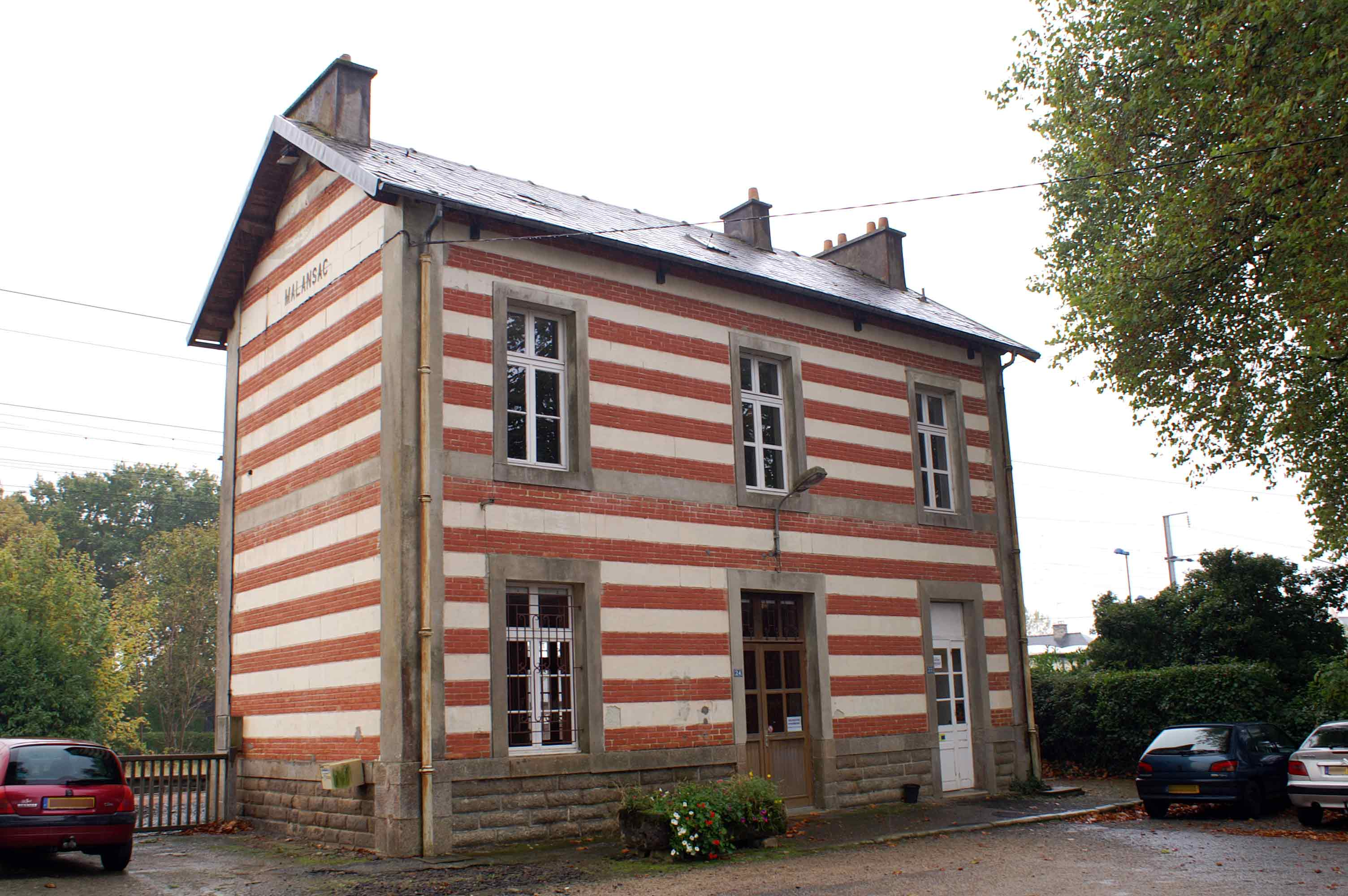
Bâtiment voyageurs.
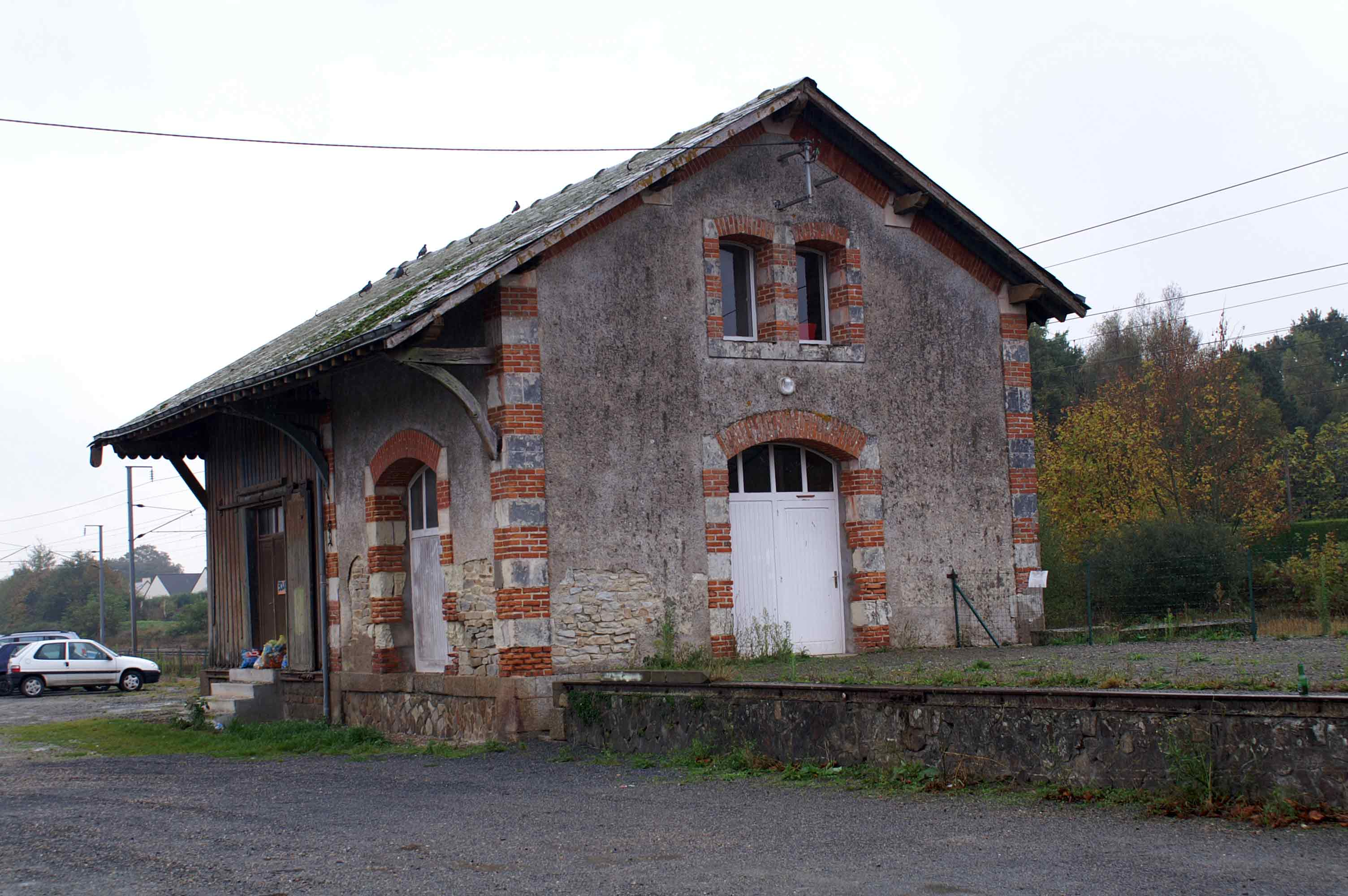
Halle à marchandises.
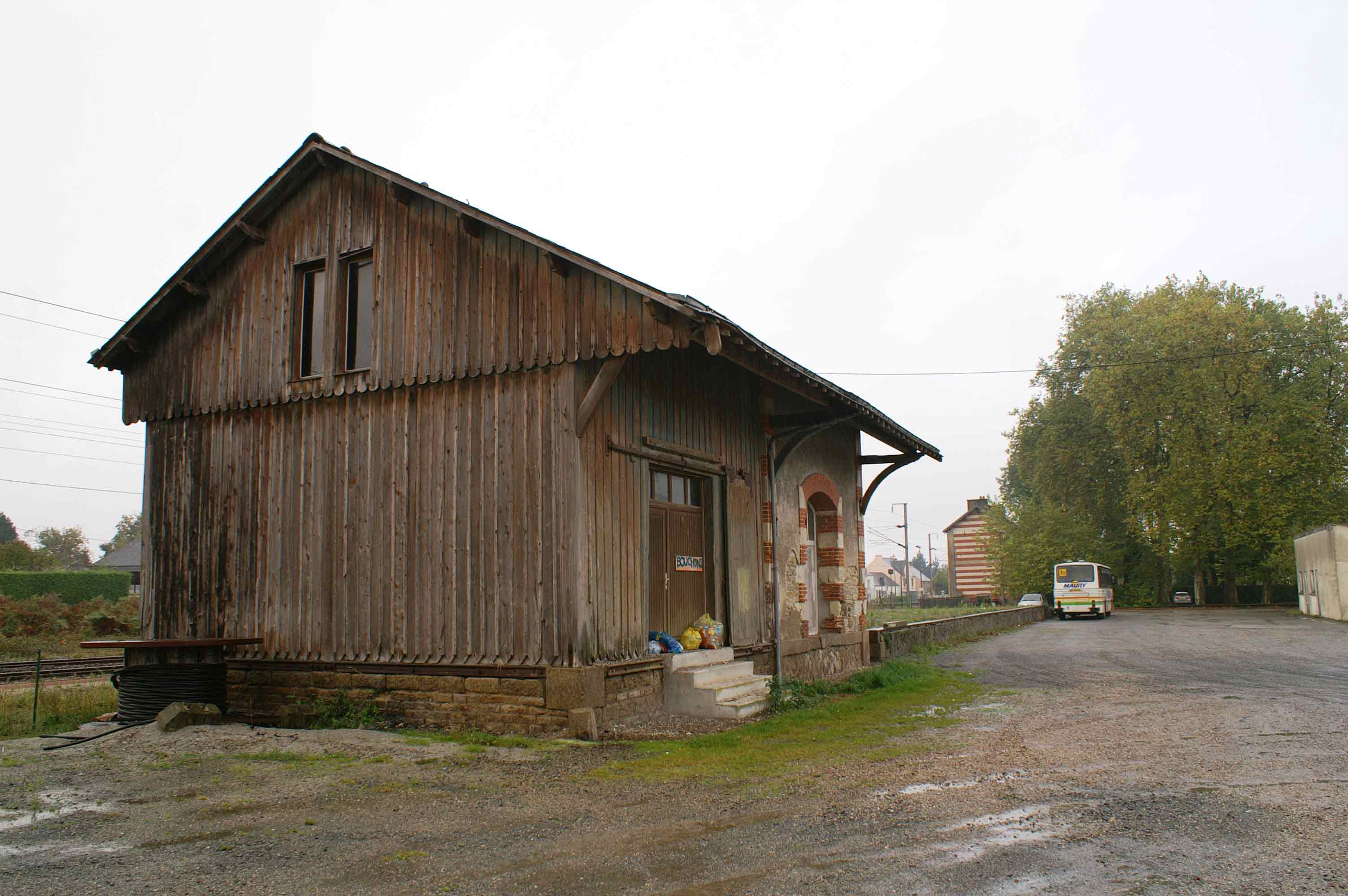
Halle à marchandises.

### Iconographie
- « Malansac (Morbihan) La Gare », carte postale ancienne, collection Torcheport, début 20e
 (Bâtiment voyageurs PO, vue côté cours de la gare avec nombreux personnages)
- « Malansac (Morbihan) La Gare », carte postale ancienne, Saby, début 20e
 (Bâtiment voyageurs PO, entrée d'un train vapeur, voies et quais avec abri de quai PO)